# Сант Тулси Сахиб

Сант Тулси Сахиб (1763, Деккан, Индия — 1843, Индия) — святой Индии, йогин, преемник линии сурат-шабд-йоги. Особенно почитали в традиции Сант Мат сикхов. В начале 1800 годов он поселился в Хатрасе в штате Уттар-Прадеш, где он провел остаток своей жизни. Был известен как святой из Хатраса. Тулси Сахиб был из семьи Пешва. По другим исследованиям Тулси Сахиб родился в королевской семье Пуны (Poona). Его духовным учителем был Ратнагар Рао Джи. Известные ученики Тулси Сахиба, Баба Гариб Дас и Свами Джи. Автор книги «Гхат Рамаяна» (Ghat Ramayana)

Однажды Сант Тулси Сахиб из Хатры в сопровождении своих преданных учеников посетил местную ярмарку. Среди собравшихся вокруг него оказалась королева Тара Мати, которая, оставив на расстоянии экипаж, пришла за даршаном к Святому Тулси Сахибу. Взглянув на тысячи людей на ярмарке, Тулси Сахиб произнес лишь несколько слов : «Если кто-либо или целое множество придет ко мне и скажет, что они хотят видеть Истинного Господа в Выси, я возьму их к Нему прямо сейчас». Королева Тара Мати, услышав его, вышла вперед и со сложенными руками сказала : «Пожалуйста, возьми меня к Нему, о Святой!» Она села с закрытыми глазами на землю и ей был дан опыт (переживание) прямо на месте. Когда она вернулась в физическое тело обратно из высших сфер и открыла глаза, она сказала : «Ты был на наивысшем месте Великого Господа. Почему ты не сказал мне об этом раньше?» Тулси Сахиб ответил: «Ты бы не поверила мне».
(Отрывок из книги «Сурат Шабд Йога»)

## Линия преемственности СУРАТ ШАБД ЙОГИ
От учителю к ученику
Учения сурат-шабд-йоги и сант мат.
- Сант Кабир Сахиб
- Гуру Нанак
- Гуру Ангад
- Гуру Амар Дас
- Гуру Рам Дас
- Гуру Арджан Дев
- Гуру Хар Гобинд
- Гуру Хар Рай
- Гуру Хар Кришан
- Гуру Тегх Бахадур
- Гуру Гобинд Сингх
- Ратнагар Рао Джи
- Сант Тулси Сахиб
- Свами Джи Махараджи
- Джаймал Сингх
- Хазур Баба Саван Сингх
- Сант Кирпал Сингх

Сант Кирпал Сингх не оставил после себя официального преемника